# Santa Rosa del Conlara
Santa Rosa del Conlara är en kommunhuvudort i Argentina.   Den ligger i provinsen San Luis, i den centrala delen av landet, 700 km väster om huvudstaden Buenos Aires. Santa Rosa del Conlara ligger 591 meter över havet och antalet invånare är 4 489.
Terrängen runt Santa Rosa del Conlara är huvudsakligen platt. Santa Rosa del Conlara ligger nere i en dal som går i nord-sydlig riktning. Närmaste större samhälle är Merlo, 17,7 km öster om Santa Rosa del Conlara.
Omgivningarna runt Santa Rosa del Conlara är i huvudsak ett öppet busklandskap. Runt Santa Rosa del Conlara är det glesbefolkat, med 11 invånare per kvadratkilometer.